# Hrybowa
Hrybowa (ukr. Грибова), Grzybowa – wieś w rejonie krzemienieckim obwodu tarnopolskiego, założona w 1713 r. W II Rzeczypospolitej miejscowość znajdowała się w gminie wiejskiej Łanowce w powiecie krzemienieckim województwa wołyńskiego. Wieś liczy 845 mieszkańców.